# شفقت برای حیوانات
سازمان شفقت برای حیوانات (به انگلیسی: Mercy for Animals) (به اختصار MFA) یک سازمان غیرانتفاعی حامی حیوانات در آمریکا می‌باشد که در سال ۱۹۹۹ توسط ناتان رانکل (به انگلیسی: Nathan Runkle) تأسیس شد. این سازمان اکنون بیش از ۲۵ هزار عضو و حامی دارد و به عنوان یکی از سازمان‌های پیشرو در آمریکا، بر تحقیق، جستجوهای مخفیانه، مأموریت‌های نجات و عملیات تبلیغاتی برای گیاهخواری و بالا بردن آگاهی عموم از رنج حیوانات و نیاز فوری به پایان دادن به آن تمرکز دارد.